# توني باكستر
توني باكستر (بالإنجليزية: Tony Baxter)‏ هو مصمم أمريكي، ولد في 1 فبراير 1947 في لوس أنجلوس في الولايات المتحدة.